# Estrella d'Àfrica
L'Estrella d'Àfrica (anglès: Africa Star) és una medalla de campanya militar, instituïda pel Regne Unit el 8 de juliol de 1943 per atorgar-se a les forces britàniques i de la Commonwealth que van servir al nord d'Àfrica entre el 10 de juny de 1940 i el 12 de maig de 1943 durant la Segona Guerra Mundial.
Es van instituir tres fermalls per portar-los a la cinta de la medalla: North Africa 1942–43, 8th Army i 1st Army.

## Les estrelles de la Segona Guerra Mundial
El 8 de juliol de 1943, l' Estrella de 1939–43 (més tard anomenada Estrella de 1939–1945) i l'Estrella d'Àfrica es van convertir en les dues primeres estrelles de campanya instituïdes pel Regne Unit, i el maig de 1945 s'havien establert un total de vuit estrelles i nou fermalls. per premiar el servei de campanya durant la Segona Guerra Mundial. Una estrella més de campanya, l'Estrella de l'Àrtida, i un fermall més, el Fermall del Comandament de Bombarders, es van afegir posteriorment el 26 de febrer de 2013, més de seixanta-set anys després del final de la guerra.
Incloent l'Estrella de l'Àrtida i el Fermall del Comandament de Bombarders, ningú no podria rebre més de sis estrelles de campanya, amb cinc dels deu fermalls que denoten el servei que s'hauria qualificat per a una segona estrella. Només es podia portar un fermall a qualsevol estrella de campanya. El màxim de sis estrelles possibles són les següents
- L'Estrella 1939–1945 amb, quan s'atorga, o bé el Fermall Batalla d'Anglaterra o del Comandament dels Bombers.[5]
- Només una de l'Estrella de l'Atlàntic, l'Estrella de les Tripulacions Aèries d'Europa i l'Estrella de França i Alemanya. Els que guanyen més d'una només reben la primera per a la que van ser qualificats, i la segona es denota amb el fermall de cinta corresponent.[6][7][8]
- L'Estrella de l'Àrtida.[4][9]
- L'Estrella d'Àfrica amb, si s'atorga, el fermall primer guanyat al Nord d'Àfrica 1942–43, 8è Exèrcit o 1r Exèrcit.[10]
- O l'Estrella del Pacífic o l'Estrella de Birmània. Els que guanyaven ambdues van rebre la primera per a la que es qualificaven, amb el fermall adequat per representar la segona.[11][12]
- L'Estrella d'Itàlia.[13]

Tots els destinataris de les estrelles de campanya també van rebre la Medalla de Guerra.

## Institució
Entre el 10 de juny de 1940 i el 12 de maig de 1943 les forces britàniques van lluitar al nord d'Àfrica contra els alemanys i italians, que tenien el control de grans àrees d'Egipte, Líbia i Tunísia i, per tant, amenaçaven el canal de Suez i les vies marítimes que s'acostaven. Durant el conflicte del desert, l'equilibri de poder es va alternar entre els dos bàndols, fins que les forces alemanyes restants es van rendir a Tunis el 12 de maig de 1943. Alguns historiadors consideren que la victòria sobre les forces alemanyes al nord d'Àfrica va ser el punt d'inflexió de la guerra que va provocar fins a la derrota final d'Alemanya.
La institució de l'Estrella d'Àfrica es va anunciar el 8 de juliol de 1943 i a l'agost es va anunciar que les primeres barres de cinta uniformes s'emetrian al personal qualificat més tard aquest any. Les medalles en sí no estarien disponibles fins després del cessament de les hostilitats. Algunes emissions de cintes a les tropes d'ultramar es van retardar, però moltes s'havien rebut a finals de 1943. Al març de 1944 1.500.000 persones havien rebut barres de cinta d'Africa Star, amb més premis al final de la guerra.
Es van instituir tres fermalls: 'North Africa 1942–43', '8th Army' i '1st Army', ("Nord Àfrica 1942–43", "8è Exèrcit" i "1r Exèrcit"), dels quals només es pot portar el primer a guanyar a la cinta de l'Estrella d'Àfrica.

## Criteris de concessió

### Medalla
L'Estrella d'Àfrica va ser atorgat per un mínim d'un dia de servei en una àrea operativa del nord d'Àfrica entre el 10 de juny de 1940 i el 12 de maig de 1943. L'àrea operativa inclou tota l'àrea entre el canal de Suez i l'estret de Gibraltar, juntament amb Malta, l'Imperi Etíop, Kenya, el Sudan, ambdues Somalilàndies i Eritrea. Les zones que no voregen amb la Mediterrània només es van qualificar per a l'Estrella d'Àfrica entre el 10 de juny de 1940 i el 27 de novembre de 1941 ambdós inclosos.
- El personal de la Royal Navy i la Marina Mercant es va qualificar per a l'atorgament de l'Estrella d'Àfrica a través del servei al Mediterrani entre aquestes dues dates, o per al servei a les campanyes a Abissínia, Somalilàndia i Eritrea entre el 10 de juny de 1940 i el 27 de setembre de 1941. El personal de la Marina Mercant també es va qualificar. amb servei en operacions a la costa marroquina entre el 8 de novembre de 1942 i el 12 de maig de 1943. Per al servei marítim no hi havia cap condició que l'Estrella 1939-45 ja s'hagués obtingut abans que l'Estrella Àfrica pogués ser atorgada.[1][10]
- El personal de l'exèrcit va haver d'entrar al nord d'Àfrica amb l'establiment d'una unitat operativa, mentre que el servei a Abissínia, Sudan, Somalilàndia i Eritrea també es va qualificar.[1]
- El personal de la Força Aèria va haver d'aterrar o haver sobrevolat qualsevol de les àrees operatives. L'Estrella d'Àfrica també s'atorgava a les tripulacions d'avions de transport que van sobrevolar determinades rutes.[1][18]
- Els membres de la Força Imperial Australiana es van qualificar per a l'atorgament de l'Estrella d'Àfrica per al servei a Síria entre el 8 de juny i l'11 de juliol de 1941.[19]

El servei a l'Àfrica Occidental no es va qualificar per a l'Estrella d'Àfrica.

### Fermalls
Els reglaments emesos el 1945 només permeten portar un fermall, el primer per al qual es qualifica, amb l'Estrella d'Àfric. Malgrat això, tant el 8è Exèrcit com el 1r Exèrcit van ser atorgats i utilitzats per, entre d'altres, el general Dwight Eisenhower i el mariscal de camp Harold Alexander.
- El fermall North Africa 1942–43 va ser atorgat pel servei a la seu del 18è Grup d'Exèrcits entre el 15 de febrer de 1942 i el 12 de febrer de 1943, inclosos, per al personal de la Marina i la Marina Mercant en servei a terra, o per al servei de la Força Aèria en àrees específiques des del 23 d'octubre de 1942 fins al 23 d'octubre de 1942 al 12 de maig de 1943 inclòs. Quan només es llueix la cinta, una roseta de plata denota l'adjudicació d'aquest fermall.[3]
- El fermall del 8th Army va ser atorgat pel servei amb el Vuitè Exèrcit entre el 23 d'octubre de 1942 i el 12 de maig de 1943 inclosos. Un número aràbic "8" es porta a la barra de la cinta despullat per indicar l'adjudicació d'aquest fermall.[3]
- El fermall del 1st Army va ser atorgat pel servei al Primer Exèrcit entre el 8 de novembre de 1942 i el 12 de maig de 1943 inclosos. Un número àrab "1" porta a la barra de la cinta despullat per indicar l'adjudicació d'aquest fermall.[3]

NORTH AFRICA 1942-43
8th ARMY
1st ARMY

## Descripció
El conjunt de nou estrelles de campanya va ser dissenyat pels gravadors de la Royal Mint. Totes les estrelles tenen un anell que passa per un trau format per sobre del punt més alt de l'estrella. Són estrelles de sis puntes, colpejades amb un aliatge de zinc de coure groc per encaixar en un cercle de 44 mil·límetres de diàmetre, amb una amplada màxima de 38 mil·límetres i 50 mil·límetres d'alçada des del punt inferior de l'estrella fins a la part superior de l'ull.
Anvers
L'anvers té un disseny central del Monograma Reial "GRI VI", coronat per una corona. Un cercle, la part superior del qual està coberta per la corona, envolta la xifra i té la inscripció "THE AFRICA STAR".
Revés
El revés és llis.
Nom
El Comitè d'Honors Britànic va decidir que les medalles de campanya de la Segona Guerra Mundial concedides a les forces britàniques serien emeses sense nom, una política aplicada per tots els països de la Commonwealth britànica menys tres. El nom del destinatari va quedar gravat al revers de les estrelles concedides a indis, sud-africans i, després d'una campanya liderada per organitzacions veteranes, als australians. En el cas dels indis, la denominació consistia en el número de força del destinatari, el rang, les inicials, el cognom i el braç o cos de servei, i en el cas dels sud-africans, el número de força, les inicials i el cognom, en majúscules.
Fermalls

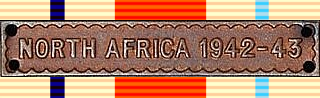
NORTH AFRICA 1942-43
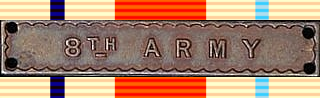
8th ARMY
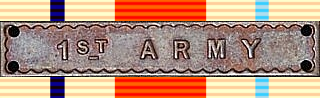
1st ARMY

Els tres fermalls es van tallar amb un aliatge de zinc de coure groc i tenen un marc amb una vora interior que s'assembla a la vora perforada d'un segell de correus. Estan inscrits "NORTH AFRICA 1942–43", "8th ARMY" i "1r ARMY" respectivament i van ser dissenyats per ser cosits a la cinta de la medalla. La normativa només permet portar un fermall, el primer guanyat, amb l'estrella. Quan la cinta es porta sola, es porta un nombre àrab de plata "8", un número "1" o una roseta a la barra de la cinta per indicar l'adjudicació del fermall respectiu.
Cinta
La cinta fa 32 mil·límetres d'ample, amb una banda de color brillant pàl·lid de 5 mil·límetres d'ample, una banda de color blau marí d'1 ½ mil·límetres d'ample, una banda de color brillant pàl·lid de 5 mil·límetres d'amplada, una banda vermella de l'exèrcit de 9 mil·límetres d'ample, una banda de color brillant pàl·lid de 5 mil·límetres d'ample, una cinta d'1 ½ una banda blava de la Força Aèria de mil·límetres d'ample i una banda de color brillant pàl·lid de 5 mil·límetres d'ample. El color pàl·lid representa la sorra del desert del Sàhara, mentre que la Royal Navy i la Marina Mercant, l'Exèrcits i la Forças Aèria estan representades per les bandes blau fosc, vermell i blau clar respectivament.
Les cintes d'aquesta medalla i la Medalla de la Defensa, així com les de les altres estrelles de la campanya de la Segona Guerra Mundial, amb l'excepció de l'Estrella de l'Àrtida, van ser ideades pel rei Jordi VI.

## Orde de lluïment
L'ordre de lluïment de les estrelles de la campanya de la Segona Guerra Mundial estava determinat per les dates d'inici de la campanya respectives i per la durada de la campanya. Aquesta és l'ordre que s'utilitza, fins i tot quan un destinatari qualificat per a ells en un ordre diferent. La Medalla de la Defensa i la Medalla de Guerra es porten després de les estrelles. La medalla del servei voluntari canadenc es porta després de la medalla de la Defensa i abans de la medalla de Guerra, amb altres medalles de guerra de la Commonwealth que s'utilitzen després de la medalla de guerra.
- L'Estrella de 1939-45, del 3 de setembre de 1939 al 2 de setembre de 1945, tota la durada de la Segona Guerra Mundial.[5]
- L'Estrella de l'Atlàntic, del 3 de setembre de 1939 al 8 de maig de 1945, la durada de la batalla de l'Atlàntic i la Guerra d'Europa.[6]
- L'Estrella de l'Àrtida, del 3 de setembre de 1939 al 8 de maig de 1945, la durada dels combois àrtics i la guerra a Europa.[9]

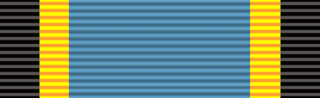
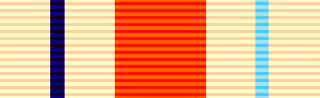

- L'Estrella de les Tripulacions Aèries d'Europa, del 3 de setembre de 1939 al 5 de juny de 1944, període fins al dia D menys un.[7]
- L'Estrella d'Àfrica, del 10 de juny de 1940 al 12 de maig de 1943, durada de la campanya del nord d'Àfrica.[10]
- L'Estrella del Pacífic, del 8 de desembre de 1941 al 2 de setembre de 1945, la durada de la Guerra del Pacífic.[11]
- L'Estrella de Birmània, de l'11 de desembre de 1941 al 2 de setembre de 1945, la durada de la Campanya de Birmània.[12]
- L'Estrella d'Itàlia, de l'11 de juny de 1943 al 8 de maig de 1945, la durada de la campanya italiana.[13]
- L'Estrella de França i Alemanya, del 6 de juny de 1944 al 8 de maig de 1945, durada de la campanya del nord-oest d'Europa.[8]
- La Medalla de la Defensa, del 3 de setembre de 1939 al 8 de maig de 1945 (2 de setembre de 1945 per a aquells que serveixen a l'Extrem Orient i al Pacífic),[28] la durada de la Segona Guerra Mundial.[29]
- La  Medalla de Guerra, del 3 de setembre de 1939 al 2 de setembre de 1945, tota la durada de la Segona Guerra Mundial.[30]

Un exemple d'ordre de desgast per a tres premis:
- Precedida per l'Estrella de les Tripulacions Aèries d'Europa
- Succeïda per l'Estrella del Pacífic